# The Road Home (film, 2013)
Pour les articles homonymes, voir The Road Home.
 (janvier 2025).
The Road Home est un court-métrage australien réalisé par Denie Pentecost, sorti en 2013.

## Fiche technique
- Durée : 12 minutes.

## Distribution
- Elizabeth Blackmore (Dede),
- Maddi Newling (Tiff),
- Kathleen Hoyos (Sophia),
- Shalane Connors (Nina),
- Shannon Ashlyn (Kirsty),
- Brenna Harding (Girl with Reindeer Ears),
- Kelly Butler (Dede's Mum),